# Edward Aveling
Edward Bibbins Aveling (Londres, 29 de novembre de 1849 - Battersea, 2 d'agost de 1898) va ser un dramaturg, actor i darwinista anglès, difusor de les idees de l'anatomia comparada, l'evolució, l'ateisme i el socialisme.
Aveling va ser l'autor de nombrosos llibres científics i pamflets polítics, va traduir Ernst Haeckel, el primer volum d'El capital de Karl Marx, i Socialism. Utopian and scientific de Friedrich Engels. Va ser elegit vicepresident de la National Secular Society el 1880, membre del consell executiu de la Federació Socialista Democràtica i membre fundador de la Lliga Socialista i del Partit Laborista Independent. Juntament amb William Morris va ser el sots-editor del periòdic The Commonweal.

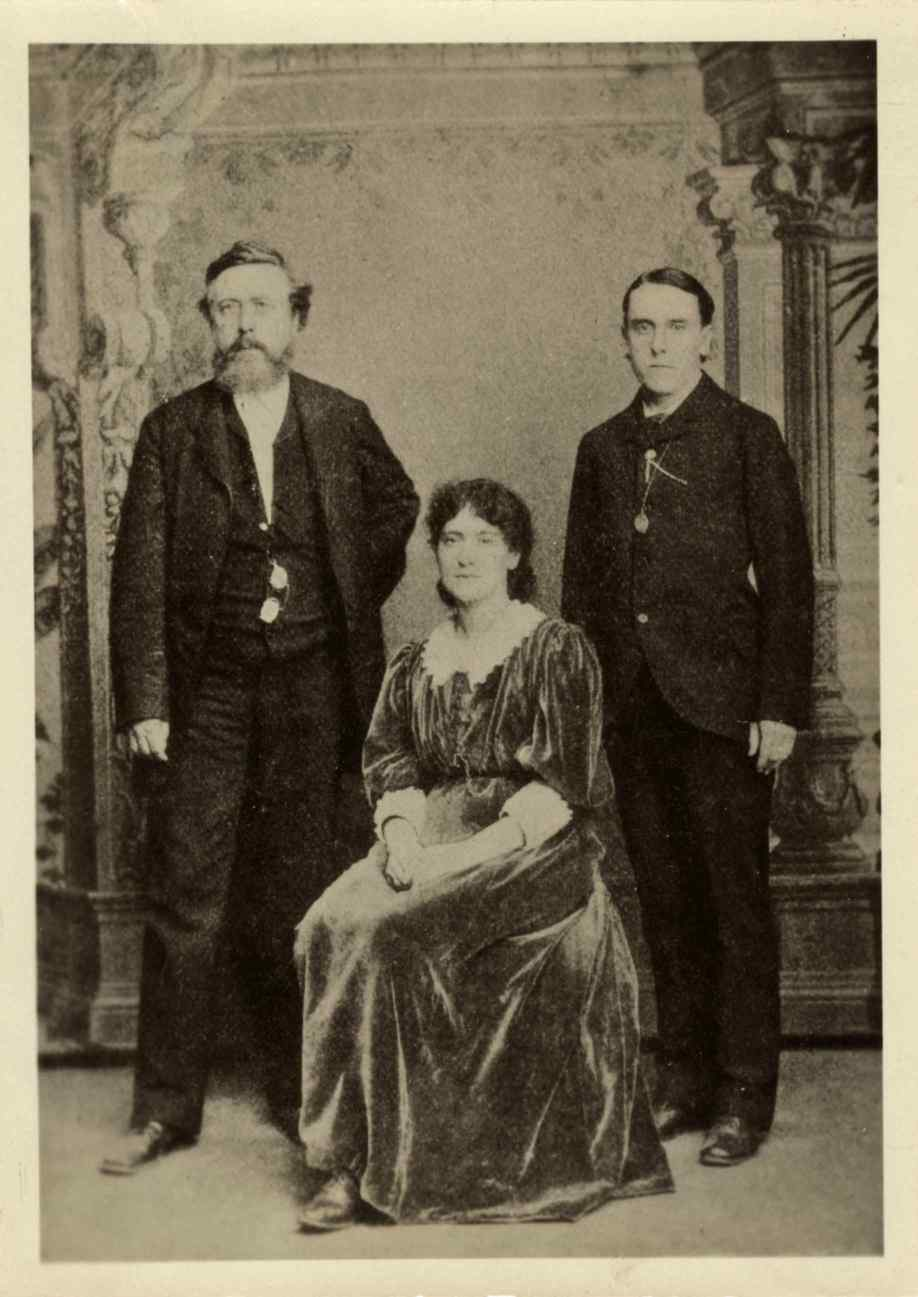
Wilhelm Liebknecht, Eleanor Marx i Edward Aveling el 1886

Va ser un agitador del moviment de masses dels treballadors no qualificats i els desocupats des de finals de la dècada del 1880 fins a principis de la dècada del 1890 i un delegat al Congrés Internacional de Treballadors Socialistes de 1889. Durant catorze anys va ser parella d'Eleanor Marx, la filla petita de Karl Marx, amb qui va coescriure diverses obres.